# 海豹隐秘杆菌
海豹隐秘杆菌（学名：Arcanobacterium phocae）是隐秘杆菌属的下属物种。它是一种革兰氏阳性球杆菌，偶尔会变成短杆状。它在血琼脂上是非运动的和β-溶血性的。它对某些海洋哺乳动物具有致病性。